# 3. Vorpostenflottille
Die 3. Vorpostenflottille war ein Marineverband der deutschen Kriegsmarine im Zweiten Weltkrieg.

## Geschichte

### Aufstellung
Die Flottille wurde im September 1939 im Rahmen der Mobilmachung der Wehrmacht aufgestellt und war Teil der 3. Sicherungs-Division und später der 9. Sicherungs-Division. Sie wurde aus neun Hochseefischdampfern gebildet, die bei Kriegsbeginn Anfang September 1939 aus ihren Fanggründen bei Island zurückgerufen worden waren. Am 4. September wurden die Boote mit den Kriegsmarine-Kennungen VP 301 bis VP 309 in Warnemünde und Kiel in Dienst gestellt. Nach leichten Umbauten und der Bewaffnung mit je einem 8,8-cm-Geschütz auf der Back, einer 2-cm-Flak und Maschinengewehren waren die Boote am 30. September 1939 einsatzbereit. In den folgenden Jahren wurden Wasserbombenwerfer mit den dazugehörigen Wasserbomben und Ausrüstung zur U-Boot-Suche an Bord genommen und die Flakbewaffnung der Boote verstärkt.

### 1939–1942
Operationsgebiet der Flottille war von Oktober 1939 bis März 1940 die Ostsee, dabei insbesondere die Überwachung des Öresunds zwischen Dänemark und Schweden gegen die Durchfahrt gegnerischer Handelsschiffe oder von Schiffen mit Konterbande. Im April 1940 nahm die Flottille an der Invasion von Norwegen (Unternehmen Weserübung) teil, wobei sie Truppen- und Materialtransporte von Deutschland nach Norwegen sicherte. Die Flottille führte diese Geleitzugsicherungen nach Norwegen noch bis August 1940 durch.
Anfang September 1940 verlegte die Flottille für die geplante Invasion von England (Unternehmen Seelöwe) an die Kanalküste. Während ihrer Zeit an der französischen Küste fuhr die Flottille Geleitsicherungen bis nach Bordeaux. Um eingetretene Verluste auszugleichen und die Flottille zu verstärken, wurden ihr am 1. Juni 1941 die Boote VP 310 bis VP 314 zugeteilt, womit der Verband elf Vorpostenboote zur Verfügung hatte.
Anfang Juni 1941 wurde die Flottille für den bevorstehenden Angriff auf die Sowjetunion in die Ostsee nach Gotenhafen verlegt, während dessen die Boote Geleitsicherung für Nachschubtransporte fuhren. Im Frühjahr 1942 wurde die Flottille an der niederländischen Küste eingesetzt, verlegte aber bereits im Juni 1942 wieder in die Ostsee. Dort fuhr sie Geleitsicherung von Danzig nach Finnland und bis in den Finnischen Meerbusen und wurde dafür verstärkt um die Minensuchboote M 1806 und M 1808 und die Vorpostenboote Vp 1707 und Vp 1708.

### 1943–1945
Nach einer Generalüberholung der Boote in den ersten Monaten des Jahres 1943 wurde die Flottille im Finnischen Meerbusen zur Jagd auf sowjetische Unterseeboote eingesetzt, die versuchen könnten, die von Helsinki nach Reval quer durch den Finnischen Meerbusen verlegte U-Boot-Netzsperre zu durchbrechen, um in die Ostsee zu gelangen. Gleichzeitig wurden Boote der Flottille auch weiterhin zur Geleitzugsicherung eingesetzt.
Am 18. August 1943 wurde das in den Niederlanden als Vorpostenboot erbaute VP 316 der Flottille eingegliedert. Es wurde aber bereits während seiner Verlegung von Holland in die Ostsee als Geleitsicherungsfahrzeug des Konvois 1177 entlang der Nordseeküste bei einem britischen Luftangriff von einem Lufttorpedo am 25. September 1943 versenkt.
Während der Vereisung der Ostsee im Winter 1943–1944 wurden die Boote der Flottille grundüberholt, und die ersten überholten Boote standen ab Mitte Februar 1944 wieder an der U-Boot-Netzsperre im Finnischen Meerbusen oder fuhren Geleitsicherung.
Nachdem VP 317 zur Flottille gestoßen war, wurden der Flottille ab Mitte 1944 für die Abwehr der verstärkt auftretenden sowjetischen leichten Seestreitkräfte und Kampfflugzeuge eine Anzahl verschiedener kleiner Kriegsschiffe zugeteilt. Schließlich umfasste die Flottille Ende 1944 28 kleine Schiffe. Anfang 1945 wurden die Artillerieträger wieder aus der Flottille herausgezogen und für Beschießungen von sowjetischen Truppen an der Ostseeküste eingesetzt.
In der zweiten Hälfte des Jahres 1944 begannen die Rückzüge der Wehrmacht an der Ostsee und damit die Unterstützung der 3. Vorpostenflottille bei der Rückführung deutscher Truppen und Zivilisten aus der östlichen Ostsee, bis schließlich 1945 die Flottille bei der Evakuierung der deutschen Bevölkerung über die Ostsee eingesetzt war.
Der letzte Kriegseinsatz der Flottille fand am 8. Mai 1945 statt als Sicherung für den letzten Geleitzug mit Flüchtlingen von Hela nach Westen.

## Die Boote der Flottille
| Nummer | Schiffsname      | Tonnage | Indienststellung | außer Dienst (aD) / versenkt (†)               | Anmerkung |
| ------ | ---------------- | ------- | ---------------- | ---------------------------------------------- | --- |
| V 301  | Weser            | 639 BRT | 27.09.1939       | † 21.11.1939 Langeland                         | auf deutsche Mine gelaufen, gehoben, 15. März 1941 zurück an Eigner                                          |
| V 302  | Bremen           | 408 BRT | 20.09.1939       |                                                | 1945 zurück an Vorkriegseigner                                                                               |
| V 303  | Tannenberg       | 464 BRT | 23.09.1939       | † 05.01.1941                                   | gehoben, repariert, 1945 zurück an Vorkriegseigner                                                           |
| V 304  | Breslau          | 296 BRT | 30.09.1939       | † 17.09.1940 IJmuiden                          | auf Hafensperrblöcken gestrandet                                                                             |
| V 305  | Ostpreußen       | 422 BRT | 30.09.1939       | aD 15.02.1944                                  | wird Vs 518; 1945 zurück an Vorkriegseigner                                                                  |
| V 306  | Fritz Hincke     | 391 BRT | 23.09.1939       | † 05.01.1941 vor IJmuiden                      | britische Mine                                                                                               |
| V 307  | Württemberg      | 425 BRT | 25.09.1939       |                                                | 1945 zurück an Vorkriegseigner                                                                               |
| V 308  | Oskar Neynaber   | 337 BRT | 17.09.1939       | † 23.09.1941 bei Hogland, Finnischer Meerbusen | Torpedotreffer von sowjetischem Schnellboot                                                                  |
| V 309  | Martin Donandt   | 391 BRT | 28.09.1939       | † 28.10.1941 vor Libau                         | sowjetische Mine                                                                                             |
| V 310  | Rosemarie        | 296 BRT | 29.04.1941       |                                                | 1945 zurück an Vorkriegseigner                                                                               |
| V 311  | Osdorf           | 247 BRT | 20.04.1941       |                                                | 1945 zurück an Vorkriegseigner                                                                               |
| V 312  | Hanseat          | 306 BRT | 03.05.1941       | † 28.08.1942 vor Reval                         | auf Unterwasserfelsen aufgelaufen                                                                            |
| V 313  | Eifel            | 290 BRT | 20.04.1941       |                                                | 1945 zurück an Vorkriegseigner                                                                               |
| V 314  | Heinrich Lehnert | 269 BRT | 27.04.1941       | aD 01.10.1943                                  | wird Vs 314                                                                                                  |
| V 315  | Bris (RT-25)     | 589 BRT | 03.02.1942       | † 12.03.1945 vor Rixhöft                       | Neubau für die Sowjetunion, Juni 1941 von der Kriegsmarine beschlagnahmt; gesunken nach Kollision            |
| V 316  | Neubau 538       | 600 BRT | 18.08.1943       | † 25.09.1943 vor Den Helder                    | Neubau für die Sowjetunion, Juni 1941 von der Kriegsmarine übernommen; versenkt durch britischen Lufttorpedo |
| V 317  | Wega             | 337 BRT | 27.04.1944       |                                                | 1945 zurück an Vorkriegseigner                                                                               |

Zeitweise operativ hinzugetretene Fahrzeuge:

Vorpostenboote V 1707, V 1708, V 1803, V 1809, 

Minensuchboote M 1806, M 1808, 

Erprobungsboot Gauleiter Bürkel, 

Leichter Artillerieträger Beatrix,

Schwere Artillerieträger Helene, Joost, Kemphan, Nienburg, Ostsee, Paraat, Polaris, Soemba, Trompenburg, Westflandern,

Flottenbegleiter F 10, 

Torpedoboote T 123, T 196, 

Artillerieschulboot Fuchs.

## Flottillenchefs
Als Flottillenchefs wurden Reserveoffiziere reaktiviert.
| Von            | Bis           | Dienstgrad            | Name              |
| -------------- | ------------- | --------------------- | ----------------- |
| September 1939 | November 1939 | Korvettenkapitän d.R. | Wilhelm Bracklo   |
| November 1939  | November 1943 | Korvettenkapitän d.R. | Hans Drenckhan    |
| November 1943  | Mai 1944      | Kapitänleutnant d. R. | Erich Suhl        |
| Mai 1944       | Mai 1945      | Korvettenkapitän d.R. | Gottfried Böttger |